# 戴伯特
戴伯特（1947年10月16日—），中華民國陸軍二級上將、政治人物，湖北省漢陽縣人，現任中華黃埔四海同心會長，曾任中國國民黨黃復興黨部主委，為臺北市立成功高中軍訓教官出身，晉升少將後回到陸軍發展，並由中華民國總統陳水扁晉升其為二級上將，在擔任聯勤司令任內曾發生馬祖南竿彈藥庫爆炸（無人傷亡）與高雄旗山彈藥庫爆炸造成3名軍人死亡等重大意外而受到外界矚目。2006年，戴伯特調任總統府戰略顧問，改由一起從陸軍官校38期畢業的同期同學、前海軍陸戰隊司令季麟連中將接任，並晉升二級上將。